# Kurt Nordgren
Kurt Henry Nordgren, född 17 juli 1916 i Nederkalix församling, död 8 december 1974, var en svensk fackföreningsman och landshövding.

## Biografi
Nordgren var ursprungligen sågverksarbetare. Åren 1960-66 var han förhandlingsombudsman i LO och andre ordförande i Landsorganisationen 1969–1971. 
Nordgren var landshövding i Västernorrlands län 1971–1974 och var då också bl. a. ordförande i utredningen om medbestämmanderätt på arbetsplatserna, den s. k. paragraf 32-utredningen som resulterade i den från 1 januari 1977 gällande medbestämmanderättslagen (MBL).